# Wolfgang Haken
Wolfgang Haken (Berlín, Alemania, 21 de junio de 1928-2 de octubre de 2022) fue un matemático alemán especializado en topología, en particular en 3-variedad.

## Teorema de los cuatro colores
En 1976 junto con Kenneth Appel de la Universidad de Illinois en Urbana-Champaign, Haken resolvió uno de los más famosos problemas de matemáticas, el Teorema de los cuatro colores. Demostró que cualquier mapa de dos dimensiones, con ciertas limitaciones, puede ser llenado con cuatro colores.